# Estimulación temprana

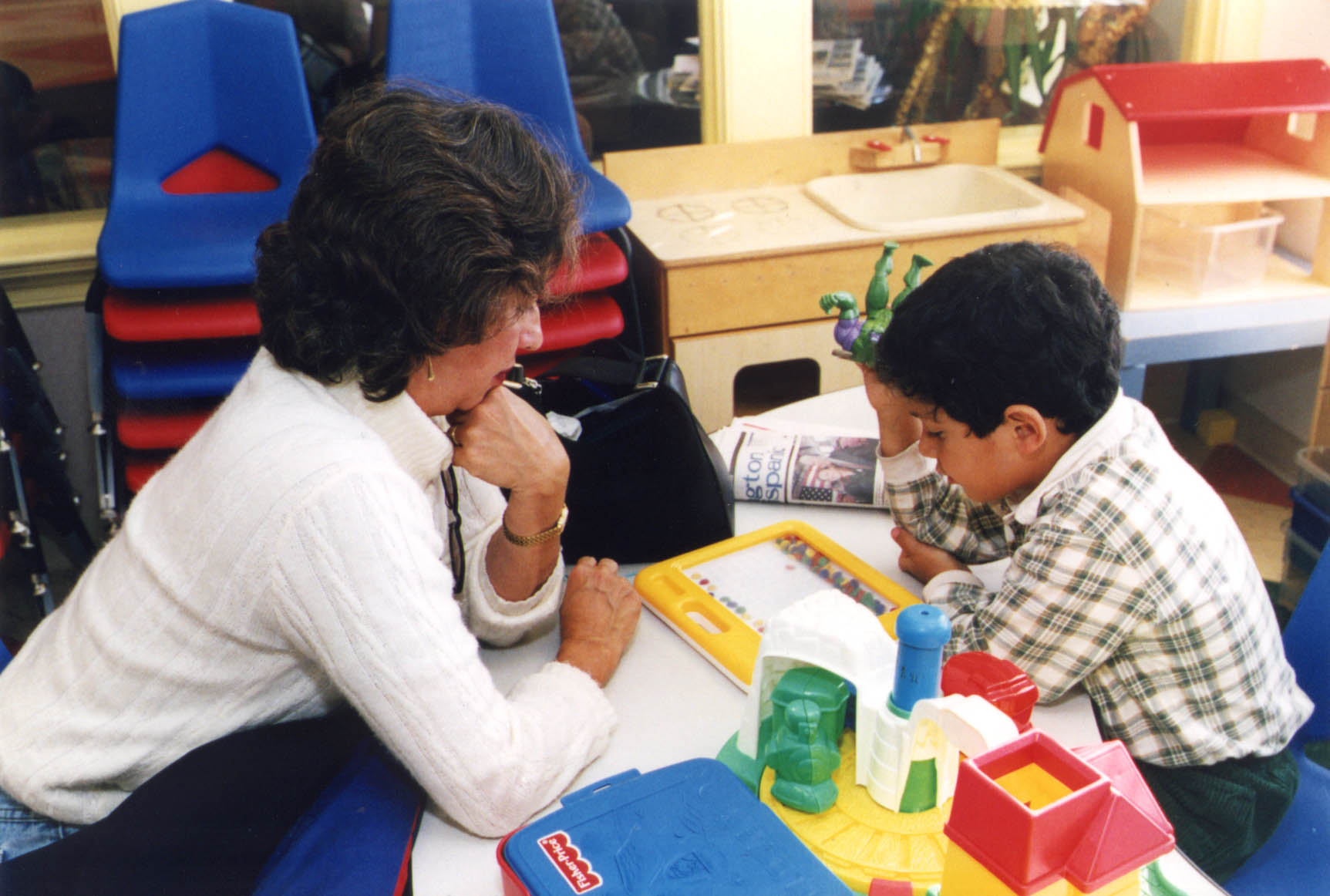
Los programas de estimulación temprana utilizan con frecuencia el juego como base para el desarrollo de habilidades.

Se denomina estimulación temprana o atención temprana al grupo de técnicas educativas especiales empleadas en niños entre el nacimiento y los tres años de edad para corregir trastornos reales o potenciales en su desarrollo, o para estimular capacidades compensadoras. Las intervenciones contemplan al niño globalmente y los programas se desarrollan teniendo en cuenta tanto al individuo, como a la familia y el entorno.
Por otro lado, la estimulación funcional temprana es un método que busca el desarrollo de las capacidades y habilidades de los niños en la primera infancia por medio de un conjunto organizado de actividades lúdicas y estímulos para despertar, mantener y mejorar el sistema sensorio-basal impactando en el área motriz, psicosocial, cognitiva y del lenguaje, con el objetivo de alcanzar el máximo potencial e independencia en sus actos básicos, instrumentales y avanzados de la vida diaria. Mayra Arias, 2014
La estimulación temprana o estimulación precoz incluye un conjunto de actividades que pueden ser aplicadas desde el nacimiento hasta los 6 o 7 años del niño, franja de edad con mayor plasticidad cerebral. No solamente conviene aplicarla a niños sanos sino también a niños con trastornos reales o potenciales en su desarrollo, para así estimular sus capacidades compensadoras. Las madres y padres que reciben la adecuada información son los que obtienen mejores resultados con sus hijos, aunque también hay diversas guarderías y escuelas de ciclo inicial que realizan actividades de estimulación temprana en sus aulas. 
Glenn Doman y sus Institutos para el Logro del Potencial humano en Filadelfia, han sido los grandes precursores de la estimulación temprana, basados en su experiencia, al alcanzar el máximo potencial de niños que habían nacido con graves lesiones cerebrales, lo que los llevó a crear el "perfil de desarrollo humano" que muestra claramente la influencia de la estimulación en el cerebro humano durante los primeros seis años de vida, creando programas para alcanzar el máximo potencial físico e intelectual usando conceptos como los bits de inteligencia, para estimular el cerebro y su desarrollo intelectual.

## Desarrollo
La verdadera estimulación temprana se realiza al bebé de recién nacido a los 3 meses de vida que es el periodo de tiempo en el que hay mayor plasticidad cerebral. Sin embargo, este proceso se puede realizar en los bebés dentro del útero materno.
Siendo los primeros seis años de vida los que caracterizan por un alto grado de plasticidad neuronal o plasticidad neural, que permite la adquisición de funciones básicas como el control postural, la marcha o el lenguaje. La consecución progresiva de hitos en este desarrollo va permitiendo la aparición y mejora de nuevas habilidades (por ejemplo, es necesario que el niño aprenda a sujetar la cabeza, controlando la musculatura del cuello, para que pueda dirigir la vista, lo que refuerza la motivación para la marcha o el contacto visual como elemento socializador…).
Este desarrollo surge de la interacción entre los genes y el ambiente. Los primeros innatos e inmodificables, y establecen la base de capacidades propias de cada individuo. Los factores ambientales, sobre los que intervienen los programas de estimulación precoz, modulan e incluso inhiben o estimulan, la expresión de diversas características genéticas.
Dentro de los factores ambientales se incluyen los puramente biológicos (estado de salud, nutrición…). y otros de índole psicológica, social y cultural: sus vínculos afectivos iniciales, el nivel de atención que recibe, el grado de interacción del ambiente con el niño (personas que lo rodean, objetos, luz, sonidos…). Estos factores son fundamentales en la maduración de conductas de adaptación al entorno, de la disposición al aprendizaje, del establecimiento de diferentes estrategias de comunicación o del desarrollo emocional.

## Estimulación prenatal
- En el segundo y tercer trimestre del embarazo las técnicas de estimulacion prenatal[4] se realizan directamente para trabajar las capacidades emocionales y sensoriales del feto, y se trabajaría la estimulacion de los sentidos del bebé. La estimulación prenatal es aquel proceso donde el bebé aprende desde el vientre materno.
- Realizar estimulación temprana, ayuda a ofrecerle al bebé un vientre materno amoroso y tranquilo, se solidifica el vínculo entre madre e hijo desde la fase prenatal.
- Los ejercicios para estimular al bebé dependen según la etapa del embarazo en la que se encuentre la madre.
- Algunas técnicas para estimular al bebé serían: acariciar la barriga con las palmas de las manos, y con los dedos, masajear suavemente.
- Uno de los primeros sentidos que el bebé desarrolla es la audición, es recomendable escuchar música, hacer distintos sonidos, hablarles, etc.
- Bailar con suavidad y tocar la barriga mientras lo haces ayuda a estimular a nivel motor y sensorial.

### Evaluación del desarrollo
Se debe considerar la edad cronológica y la edad corregida. En el caso de niños recién nacidos de término, se tiene en cuenta la edad cronológica para evaluar un niño a distintas edades. En el caso de niños prematuros hay que restar a la edad cronológica las semanas de gestación que no completó.
- Estado de salud

Es sabido que cualquier enfermedad puede afectar el examen de desarrollo de un niño. Para tener una información fidedigna es necesario esperar hasta que el niño esté sano. 
- Analizar todas las áreas

El examen del área motriz, de los reflejos arcaicos, en general no se omiten. Debe recordarse a otras áreas de importancia: audición, visión, área social, área afectiva, área de lenguaje, por ejemplo.
- Interacción entre diferentes áreas del desarrollo

A modo de ejemplo, se recomienda estudiar la coordinación ojo-mano; ubicación de sonido y uso de la mano; exploración de la marcha y avances cognitivos, etc. 
- Condiciones niño-ambiente-examinado

Para poder darle valor a un examen de desarrollo hay que tener en cuenta la influencia positiva o negativa del lugar físico donde se realiza el examen (calor, frío, miedo, n.º de personas, etc.) De gran valor es el estado en que se encuentra el niño en relación con: horas de alimentación, sueño, grado de alerta, etc. También el estado del examinador debe considerarse: su experiencia en evaluación; la relación con el niño, el tiempo de que dispone, etc.
- Análisis global de la anamnesis y del examen de desarrollo.

Es posible que existan discrepancias entre lo que dicen los padres acerca del desarrollo de su hijo y lo que se encuentra en el examen. Un diagnóstico de desarrollo resultará del análisis cuidadoso de ambas informaciones. 
Esta etapa temprana de la vida también se caracteriza por una mayor susceptibilidad a condiciones ambientales inadecuadas que pueden retrasar o bloquear la adquisición de algunas habilidades, aunque la capacidad adaptativa del sistema nervioso central en cualquier niño sin problemas de desarrollo permite una reorganización funcional de la que comenzamos a carecer a partir de los seis años de vida. De ahí la importancia de iniciar lo más precozmente posible los programas de intervención, especialmente en niños con alteraciones del desarrollo o con alto riesgo de padecerlos.

## Etapas del desarrollo del niño

### Desarrollo psicosocial o motriz
Se trata del momento en el que el ser humano comienza con un proceso de adaptación psicológica y una interacción constante con su medio ambiente, para el bebe desde la etapa de la vida intrauterina el cerebro comienza con un proceso de maduración para después del nacimiento ser capaz de desarrollar sus funciones elementales, con la estimulación del cerebro del niño se puede lograr el desarrollo y maduración de sistema nervioso central, y se lleva a cabo una interacción con las personas que lo rodean de manera activa y pasiva, en relación con el bebe. 
De tal manera que en esta etapa de cambios morfológicos y estructurales, y la interacción con su medio y lo que genéticamente trae consigo, interactúan para lograr el desarrollo de sus funciones motoras, cognitivas y sensitivas, para obtener un aprendizaje y la maduración de su sistema nervioso central.

### Desarrollo emocional
Es el desarrollo de conductas que marcan el temperamento del niño, por medio del cual se establecen patrones de conducta que el niño sigue como modelo de su aprendizaje. 
Grace y Baucum (2009) mencionan tres categorías que los describen:
Fáciles: niños de buen humor y predecibles
Difíciles: frecuentemente irritables e impredecibles
Lentos para responder: malhumorados y poco sensibles a la atención
La primera relación que tiene el niño en relación con esas conductas es el apego con su madre,  por medio de la relación con la madre, es posible que se obtenga una comunicación recíproca afectiva, en donde la madre y el niño obtienen una experiencia satisfactoria y benéfica, es así como el desarrollo del niño se va dando de manera experimental y gradual con ayuda del medio que lo rodea y en el que se desenvuelve.

### Desarrollo intelectual o cognitivo
Tiene como objeto estudiar las distintas estructuras del conocimiento en cada etapa del desarrollo personal, especificando cómo las percibe y las utiliza para relacionarse con otras y adaptarse al medio ambiente.
Jean Piaget plantea que tales estructuras no son fijas sino que se van enriqueciendo y haciendo cada vez más complejas en distintas etapas de nuestra vida, desde la infancia hasta la edad adulta.
A cada etapa de nuestro desarrollo, según la edad, corresponden ciertas estructuras cognoscitivas
- Periodo sensoriomotor (1 a 2 años de edad): se percibe el mundo con base en sensaciones y sus movimientos.
- Periodo preoperacional (2 a 7 años de edad): puede realizar operaciones de raciocinio elemental.
- Periodo de operaciones concretas (7 a 11 años de edad): puede fijar ideas sobre una experiencia.
- Periodo de operaciones formales (11 años en adelante): realiza operaciones formales y tiene entonces capacidad de generalización y abstracción.

### Desarrollo social
El desarrollo social del niño también se encuentra influenciado por su entorno en el cual se desenvuelve, y de las personas que se encuentran a su alrededor o se encuentran a cargo de él, el niño al relacionarse con los adultos, es capaz de aprender de ellos y así poder desarrollarse fuera del hogar, y dentro de él, los padres o cuidadores tienen un comportamiento propio reflejaran en el cuidado que se le brinde a los niños.
Los valores de la familia, el afecto y las reglas de la sociedad le permitirán al niño, poco a poco, dominar su propia conducta, expresar sus sentimientos y ser una persona independiente y autónoma. Para estimular esta área se realizarán actividades que permitan satisfacer su iniciativa, curiosidad y su necesidad de obtener un mayor grado de autonomía en lo que se refiere a los hábitos de independencia personal (alimentación, vestido, aseo, etc.)
Todos estos aspectos del desarrollo del niño han de ser tenidos en cuenta a la hora de llevar a cabo una estimulación temprana, ya que el niño no se desarrolla primero en un ámbito, después en otro y así sucesivamente, sino que todos los ámbitos se van desarrollando a la vez, por lo que la estimulación ha de estar dirigida a todos ellos.